# Charles Delescluze
Louis Charles Delescluze (ur. 2 października 1809 w Dreux, zm. 25 maja 1871 w Paryżu) – lewicowy dziennikarz i polityk francuski, jeden z czołowych działaczy Komuny Paryskiej. 

## Życiorys
Delescluze ukończył studia prawnicze w Paryżu. Jeszcze przed uzyskaniem dyplomu zaczął interesować się ideami demokratycznymi i lewicowymi, wziął aktywny udział w rewolucji lipcowej. Pracował jako dziennikarz i działał w tajnych stowarzyszeniach republikańskich (jak Stowarzyszenie Przyjaciół Ludu czy Stowarzyszenie Praw Człowieka), przez co musiał w 1836 wyjechać z kraju i osiedlić się w Belgii. Wrócił do kraju w 1840. Był redaktorem naczelnym wychodzącej w Valenciennes gazety Impartial du Nord, również o wyraźnym profilu republikańskim, za co został ukarany miesiącem więzienia oraz grzywną. 
Po zwycięstwie rewolucji z lutego 1848 został komisarzem republikańskim w departamencie Nord z ramienia Rządu Tymczasowego, nie zdołał jednak zdobyć mandatu do Zgromadzenia Narodowego. Wrócił do Paryża i założył nowy radykalny dziennik Rewolucja demokratyczna i socjalna, w którym razem z Alexandre Ledru-Rollinem i Mathieu de la Drôme domagał się dalszych działań na rzecz poprawy sytuacji robotników. Stał na czele klubu politycznego Solidarność Republikańska. Po dniach czerwcowych ostro krytykował działalność generała Cavaignaka, co kosztowało go kolejną grzywnę. W 1850, po raz kolejny skazany za przekroczenie prawa prasowego, uciekł do Anglii, po czym powrócił w trzy lata później, nielegalnie. Zatrzymany, otrzymał wyrok trzech lat więzienia oraz dziesięcioletniej banicji. Przebywał w różnych więzieniach (i na wygnaniu w tym w więzieniu św. Pelagii, w Kajennie i na Wyspie Diabelskiej) do amnestii powszechnej w 1860. Dłuższy pobyt w tropikalnym klimacie poważnie osłabił stan jego zdrowia. 
Po powrocie do Francji Delescluze zaangażował się w działalność francuskiej sekcji I Międzynarodówki, pisząc kolejną radykalną gazetę Le Réveil (Przebudzenie). Gazeta ta szybko stała się jednym z głównych organów prasowych opozycji antycesarskiej i ponownie zmusiła autora do ucieczki za granicę. Delescluze wrócił do Francji dopiero po upadku II Cesarstwa i został wybrany merem XIX okręgu paryskiego we wrześniu 1870. Ze stanowiska ustąpił w styczniu 1871, protestując przeciw polityce przywództwa obrony Paryża, która jego zdaniem zmierzała ku kapitulacji. W 1871 został posłem Zgromadzenia Narodowego, a po buncie ludu Paryża przeciw jego działalności wszedł do Rady Komuny Paryskiej i członkiem Komitetu Ocalenia Publicznego. Pełnił funkcje delegata ds. wojskowych oraz członka komisji ds. relacji zewnętrznych. W Krwawym tygodniu apelował do wszystkich komunardów o podjęcie walki mimo ogromnej dysproporcji sił. Sam walczył na barykadach; zginął 25 maja, gdy widząc ostateczny upadek rządu komunardów, stanął z czerwonym sztandarem na barykadzie przy ulicy Chateau d'Eau, wystawiając się na salwy atakujących. 